# Stary Jaworów
Stary Jaworów (niem. Alt Jauernick) – wieś w Polsce położona w województwie dolnośląskim, w powiecie świdnickim, w gminie Jaworzyna Śląska.

## Podział administracyjny
W latach 1975–1998 miejscowość administracyjnie należała do województwa wałbrzyskiego.

## Historia
Pierwsza wzmianka o miejscowości znajduje się w łacińskim dokumencie z 1250 roku wydanym przez papieża Innocentego IV w Lyonie, gdzie wieś zanotowana została w zlatynizowanej, staropolskiej formie „Javorovo”.

## Zabytki
Do wojewódzkiego rejestru zabytków wpisane są:
- kościół filialny Niepokalanego Poczęcia Najświętszej Maryi Panny, z przełomu XIV/XV w., XVIII w.
- pałac nr 48, z 1770 r.

### Pozostałe zabytki
- przed murem cmentarza Kościelnego stają dwa stare kamienne krzyże monolitowe. Nie jest znany ich wiek ani funkcja. Na jednym znajduje się ryt miecza. Określane są jako tzw. krzyże pokutne. Jest to jednak hipoteza nie poparta żadnymi dowodami. Biorąc pod uwagę, że krzyże stoją koło kościoła, przy którym był 600 lat cmentarz grzebalny, najbardziej prawdopodobne jest, że to krzyże cmentarne[8].
- na lewo od bramy wejściowej na cmentarz kościelny stoi drewniany krzyż z wyciętą z blachy i pomalowaną postacią Chrystusa[8] Niegdyś takie krzyże były bardzo popularne na Dolnym Śląsku. Współcześnie jest ich coraz mniej, gdyż blaszane figury zastępowane są przy remontach postacią Ukrzyżowanego z tworzywa sztucznego[9].